# Alvaro Guevara
Álvaro Guevara Reimers (13 juillet 1894, à Valparaíso, Chili - 16 octobre 1951, à Aix-en-Provence, France) est un peintre, basé à Londres et vaguement associé au groupe de Bloomsbury.

## Biographie
Guevara quitte le Chili en 1909 et arrive à Londres le 1er janvier 1910. Il fréquente le Bradford Technical College, étudiant le commerce du tissu, mais passe également deux ans à étudier secrètement au Bradford College of Art. Après avoir échoué à ses examens universitaires techniques, il va à Slade de 1913 à 1916 et a une exposition personnelle aux ateliers Omega.
Il épouse Meraud Guinness (1904-1993), peintre et membre de la famille Guinness, et s'installe en France. Il meurt à Aix-en-Provence le 16 octobre 1951.